# Salpis albipunctaria
Salpis albipunctaria är en fjärilsart som beskrevs av Paul Mabille 1885. Salpis albipunctaria ingår i släktet Salpis och familjen mätare. Inga underarter finns listade.